# Ludwig Christian Mieg

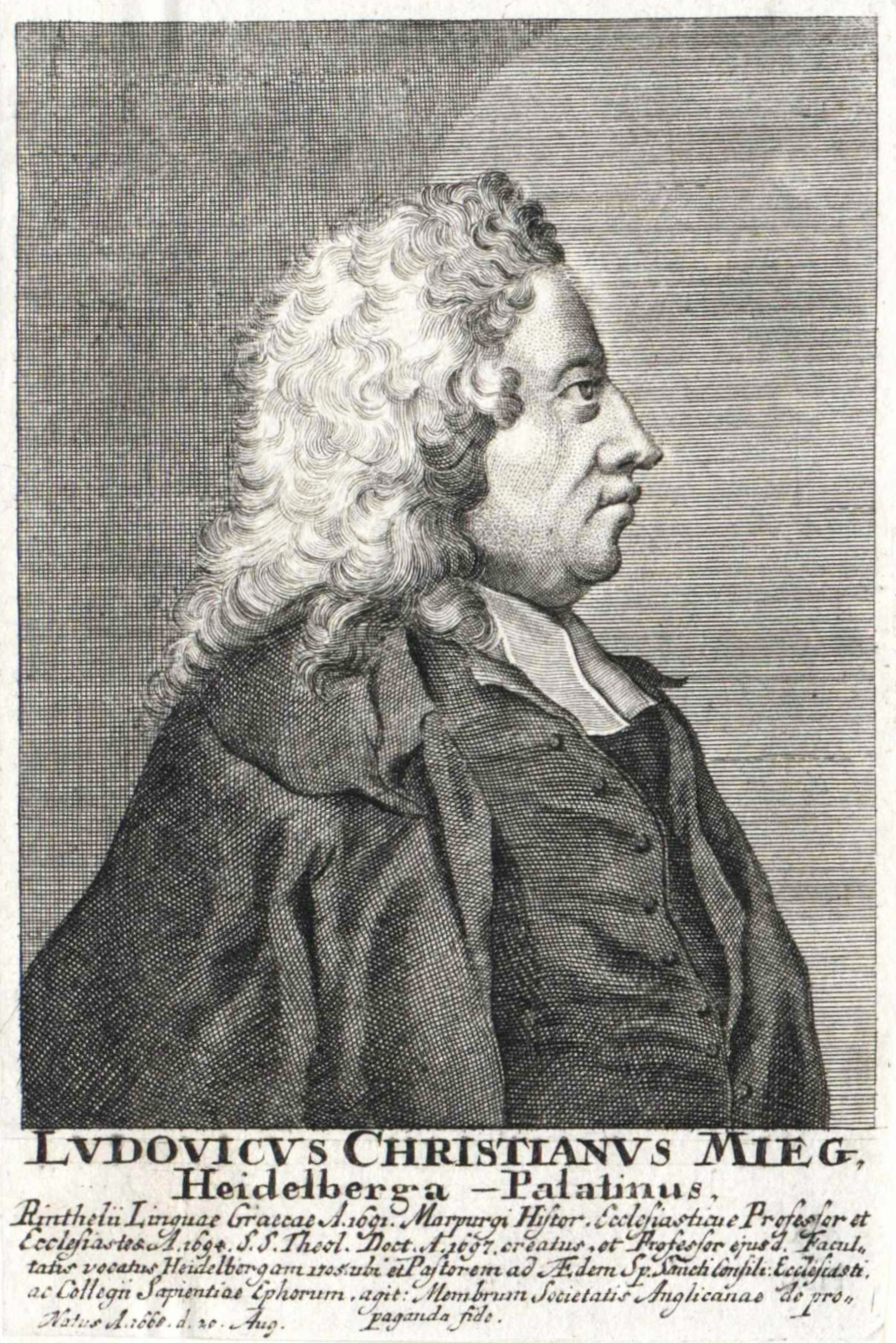
Ludwicus Christianus Mieg

Ludwig Christian Mieg (auch nur Ludwig Mieg; * 20. August 1668 in Heidelberg; † 19. Januar 1740 ebenda) war ein deutscher reformierter Prediger, Theologe und Hochschullehrer.

## Leben
Mieg stammte aus einer weitverzweigten, ursprünglich aus Straßburg stammenden Familie Mieg. Er war ein Sohn des Theologieprofessors Johann Friedrich Mieg und Enkel des Kanzlers der Kurpfalz Johann Ludwig Mieg sowie Urenkel des Staatsmanns Ludwig Camerarius. Er studierte ab 1684 an den Universitäten von Heidelberg und Basel. Er erlangte 1686 in Heidelberg den philosophischen Magistergrad. In den Jahren 1689 und 1690 wirkte er als reformierter Prediger in Mannheim, bevor er sich auf eine Reise nach Utrecht, Leyden und Rinteln machte. An der Universität Rinteln erhielt er 1691 eine Anstellung als Professor der Griechischen Sprache sowie in Rinteln als reformierter Prediger, nachdem er noch zuvor 1691 in Heidelberg zum Lic. theol. promoviert worden war.
Mieg nahm 1694 einen Ruf als ordentlicher Professor der Kirchengeschichte an die Philosophische Fakultät der Universität Marburg an. Zugleich erhielt er zum 11. August 1694 eine Stellung als reformierter Prediger in Marburg. Zum 9. Oktober 1696 bekam er zudem eine außerordentliche Professur der Theologie übertragen. Seine Promotion zum Dr. theol. erfolgte 1697. Schließlich wechselte er zum 21. März 1699 als vierter ordentlicher Professor der Theologie vollständig an die Theologische Fakultät der Universität. Er hielt hauptsächlich Vorlesungen zur Exegese des Alten Testaments, bevor er am 12. März 1706 aus den hessischen Diensten entlassen wurde und zum 18. März 1706 auch seine Predigerstelle aufgab. Zuvor war er 1698 und 1703 Rektor der Universität.
Mieg wechselte 1706 als reformierter Kirchenrat, Professor der Theologie an der Universität, Ephorus des Sapienzkollegiums der Universität und erster Prediger an der Heiliggeistkirche zurück in seine Heimatstadt Heidelberg. 1708 und 1728 übernahm er das Rektorenamt der Heidelberger Universität, außerdem hatte er mehrmals das Amt des Dekans der Theologischen Fakultät inne. Nach einem Schlaganfall 1730 gab er seine Stellung als Prediger auf.
Mieg war mit Louise Catharina Pauli (1671–1740), Tochter des Reinhold Pauli verheiratet. Der Direktor des kurpfälzischen Ehegerichts Johann Friedrich Mieg, der Kirchenrat und Prediger Ludwig Georg Mieg sowie der Theologieprofessor Johann Kasimir Mieg waren seine Söhne, Johann Friedrich Mieg, ein reformierter Prediger, Freimaurer und Illuminat, sein Enkel. Seine Tochter Maria Modesta (1714–1765) war mit dem Theologieprofessor Johann Jakob Wundt (1701–1771/72) verheiratet. Der Kirchenhistoriker Karl Friedrich Kasimir Wundt (25. April 1744–23. April 1784), war sein Enkel. Und seine Tochter Elisabeth Adelheid (18. Mai 1698 in Marburg—nach 1760) war mit dem Prediger an der Stadt- und Schlosskirche St. Marien in Dessau, Abraham de Marées (2. Juni 1685 in Gimo in Schweden-4. August 1760 in Dessau), verheiratet. Er ist gemalt von seinem Bruder George Desmarées.

## Werke (Auswahl)
- zusammen mit Daniel Nebel: Monumenta pietatis et literaria virorum in re publica et literaria illustrium selecta. Frankfurt am Main 1701.
- Der reformirten Professoren zu Heidelberg christliche Warnung auf die vorläuffigen Ermahnungen Christian Rittmeyers. Meyer, Heidelberg 1708.
- Praeliminar Anzeige Der Gerechtsamheiten Der Evangelisch-Reformirten Kirchen In der Churfürstlichen Pfaltz : Betreffende Den Besitz und Genuß der dortigen Geistlichen Güter und Gefällen. 1714.
- Ausführlicher Bericht, entgegengesetzt der Evangelisch-Lutherischen Herrn Consistorialen in der Churfürstlichen Pfalz sogenanten Wahrheits- und gesauberten Wahrheits-Spiegeln …. Heidelberg 1715.
- Die Behausung Gottes im Geist : welche unter fleißiger Uebung von Glaube, Liebe, Hoffnung auffzurichten ist, aus d. Brieff Judae v. 21., 20. vorgestellet. Heidelberg 1726.
- Ludwig Georg Mieg (Hrsg.): Gottseelige Auslegung des Heidelbergischen Catechismi in 57 Predigten. Landgraf, Frankfurt am Main 1746.
- Introductio ad historiam Ecclesiast. Grünstadt 1767.